# Instytut Badań Przestrzeni Publicznej
Instytut Badań Przestrzeni Publicznej IBPP – polska międzyuczelniana jednostka badawcza w Warszawie. Jest afiliowana przy Wydziale Malarstwa Akademii Sztuk przy ul. Krakowskie Przedmieście 5.

## Historia
Międzyuczelniana jednostka badawczą utworzona przez rektorów Akademii Sztuk Pięknych w Warszawie oraz Szkoły Wyższej Psychologii Społecznej w Warszawie w 2011 roku w oparciu o Ośrodek Badań Przestrzeni Publicznej funkcjonujący w latach 2009–2010 przy Akademii Sztuk Pięknych i Instytucie Kultury i Komunikowania SWPS. Jego powstanie jest efektem inicjatywy grupy uczonych i artystów. Funkcję Dyrektora Instytutu od czasu jego powstania pełni prof. Mirosław Duchowski.

## Cele
Instytut stawia sobie następujące cele:
- spotkania o charakterze naukowym (konferencje, sympozja, panele etc.);
- działalność wydawnicza (związana z konferencjami, ale także niezależne publikacje);
- działalność badawcza powiązana z praktyką miejską;
- konstruktywna krytyka (opiniowanie projektów i działań władz miasta);
- realizacja projektów naukowych i artystycznych w przestrzeni publicznej;
- prowadzenie działalności dydaktycznej (w 2013 roku zostały uruchomione studia podyplomowe „Miasta i metropolie. Jak działać w przestrzeni publicznej”).

## Działania
Galeria A19 Marymont

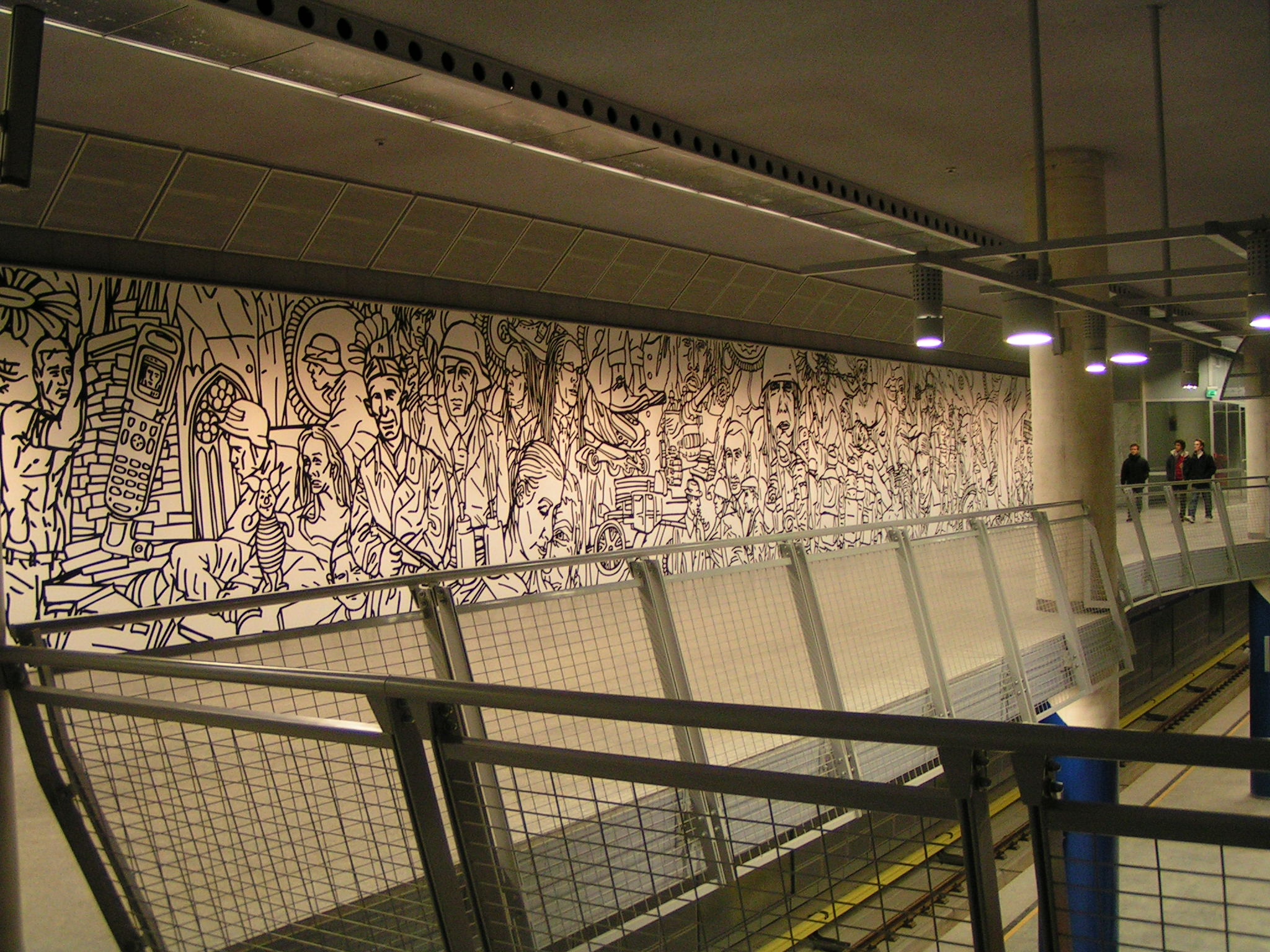
Wystawa Galerii A19

Galeria A19 Marymont, działająca pod patronatem i opieką Instytutu Badań Przestrzeni Publicznej, znajduje się na antresoli stacji metra Marymont w Warszawie, w której swoje prace prezentować mogą młodzi artyści. Jest to ściana o wymiarach 35,87 × 3,43 m funkcjonująca jako zmieniający się element wnętrza.
Od 2007 roku na stacji prezentowane były prace młodych artystów i absolwentów uczelni artystycznych, którzy nie ukończyli 35 roku życia. Byli to m.in.: Julia Curyło, Piotr Wachowski oraz Karol Radziszewski.

## Działalność badawcza

### Stadion-Miasto-Kultura. EURO 2012 iprzemiany kultury polskiej
Realizacja projektu badawczego „Stadion-Miasto-Kultura. EURO 2012 i przemiany kultury polskiej” została podzielona na trzy etapy:
- Etap zrealizowany w 2011 roku przez członków Instytutu Badań Przestrzeni Publicznej w partnerstwie z Fundacją Obserwatorium w ramach programu „Obserwatorium Kultury” prowadzonego przez Narodowe Centrum Kultury.
- Etap zrealizowany w 2012 roku przez członków Instytutu Badań Przestrzeni Publicznej. W czasie badań analizie poddane zostały wydarzenia i praktyki kulturowe odbywające się w trakcie turnieju EURO 2012.
- Etap trzeci zrealizowany w 2013 roku przez członków Instytutu Badań Przestrzeni Publicznej. Poddano wówczas analizie krótkofalowe i długofalowe efekty i skutki EURO 2012 w wielu różnych wymiarach życia społecznego.

Celem badania było pokazanie, w jaki sposób „bezprecedensowe w rodzimej historii wydarzenie sportowe” wpływa na sfery życia, działań i wyobrażeń Polaków oraz przyjezdnych kibiców. Jego efektem był raport badawczy w postaci trzytomowej publikacji naukowej.

### Recepcja rzeźb gdańskich
We wrześniu 2012 roku Instytut, na zamówienie Fundacji Wspólnota Gdańska, przeprowadził badanie odbioru sztuki w przestrzeni publicznej w Gdańsku. Celem badania była analiza percepcji współczesnych rzeźb znajdujących się w przestrzeni publicznej Gdańska – w szczególności dzieł zrealizowanych w ramach Festiwalu Form Przestrzennych „Rozdroża Wolności”. Materiał opracował zespół w składzie: mgr Aleksandra Litorowicz, mgr Justyna Nowak, dr Elżbieta Anna Sekuła, współpraca: Magdalena Walaszczyk.

## Studia podyplomowe „Miasta i metropolie. Jak działać w przestrzeni publicznej”
Instytut Badań Przestrzeni Publicznej prowadzi studia podyplomowe „Miasta i metropolie. Jak działać w przestrzeni publicznej”. Studia trwają 2 semestry.

## Publikacje naukowe
- Stadion – miasto – kultura: Euro 2012 i przemiany kultury polskiej. Euro przed „świętem” – rok 2011, Wojciech Józef Burszta, Mariusz Czubaj, Jacek Drozda, Mirosław Duchowski, Aleksandra Litorowicz, Piotr Majewski, Jakub Myszkorowski, Elżbieta Anna Sekuła, Karolina Thel
- EURO 2012 i przemiany kultury polskiej. „Święto” – rok 2012, Wojciech Józef Burszta, Mariusz Czubaj, Jacek Drozda, Mirosław Duchowski, Mirosław Filiciak, Krzysztof Jaskułowski, Aleksandra Litorowicz, Piotr Majewski, Elżbieta Anna Sekuła, Karolina Thel
- Stadion – Miasto – Kultura. EURO 2012 i przemiany kultury polskiej. Po „święcie” – rok 2013, Mariusz Czubaj, Jacek Drozda, Mirosław Duchowski, Krzysztof Jaskułowski, Jakub Knera, Aleksandra Litorowicz, Piotr Majewski, Martyna Obarska, Filip Schmidt, Elżbieta Anna Sekuła, Adrianna Surmiak, Sandra Wilczewska, Krzysztof Zaczyński
- Street art. Między wolnością a anarchią, prof. Mirosław Duchowski, Elżbieta Anna Sekuła
- Subkultura hipsterów, Aleksandra Litorowicz
- Siła strachu, Piotr Jezierski
- Tabu w przestrzeni publicznej – numer „Kultury Popularnej” redagowany przez IBPP

„Magazyn Miasta”
„Magazyn Miasta” powstał we współpracy Instytutu Badań Przestrzeni Publicznej w Warszawie z licznymi środowiskami. Pierwszy numer czasopisma ukazał się we wrześniu 2012 roku. Od drugiego numeru „Magazyn Miasta” wydawany jest przez Fundację Res Publica im. Henryka Krzeczkowskiego, IBPP pozostaje współwydawcą. Patronat nad czasopismem sprawują Unia Metropolii Polskich, Związek Miast Polskich oraz Stowarzyszenie Architektów Polskich.
Kwartalnik „Magazyn Miasta” poświęcony jest kulturze miejskiej, różnym aspektom rozwoju miast i metropolii polskich (od polityki miejskiej i zarządzania przez urbanistykę i architekturę po projektowanie i sztukę w przestrzeniach publicznych).